# Philipp Knauss
Philipp Knauss (* 24. Dezember 1974 in Saarbrücken) ist ein deutscher Filmproduzent und Drehbuchautor. Er ist bekannt für Filme wie Schuld sind immer die Anderen, Schmidts Katze und Der Sandmann.

## Leben
Knauss wuchs im Saarland auf. Er ist der Sohn des Philosophen Gerhard Knauss und der Schriftstellerin Sibylle Knauss. Sein Bruder Florian S. Knauß ist der Direktor der Staatlichen Antikensammlung und Glyptothek München.
Nach seinem Abitur machte er eine kaufmännische Ausbildung zum Verlagskaufmann beim Ernst Klett Verlag in Stuttgart. Nach einem Studium der Volkswirtschaftslehre in Konstanz begann er ab 2000 das Studium an der Filmakademie Baden-Württemberg mit den Schwerpunkten Creative Producing und International Producing. Nach diversen Tätigkeiten für Filmproduktionsfirmen in Köln gründete er 2009 zusammen mit Matthias Drescher das Film und Fernseh-Labor in Ludwigsburg.

## Filmografie (Auswahl)
- 2012: Schuld sind immer die Anderen (Produzent)
- 2012: Der Sandmann (Fernsehfilm, Produzent)
- 2013: Prisoners of the Sun (ausführender Produzent)
- 2014: Krieg der Lügen (Dokumentation, Co-Produzent)
- 2015: Schmidts Katze (Produzent)

## Veröffentlichungen
- Die 11 Erzählkonzepte. UVK, München 2020, ISBN 978-3-8252-5449-0.